# Volta d'ogiva

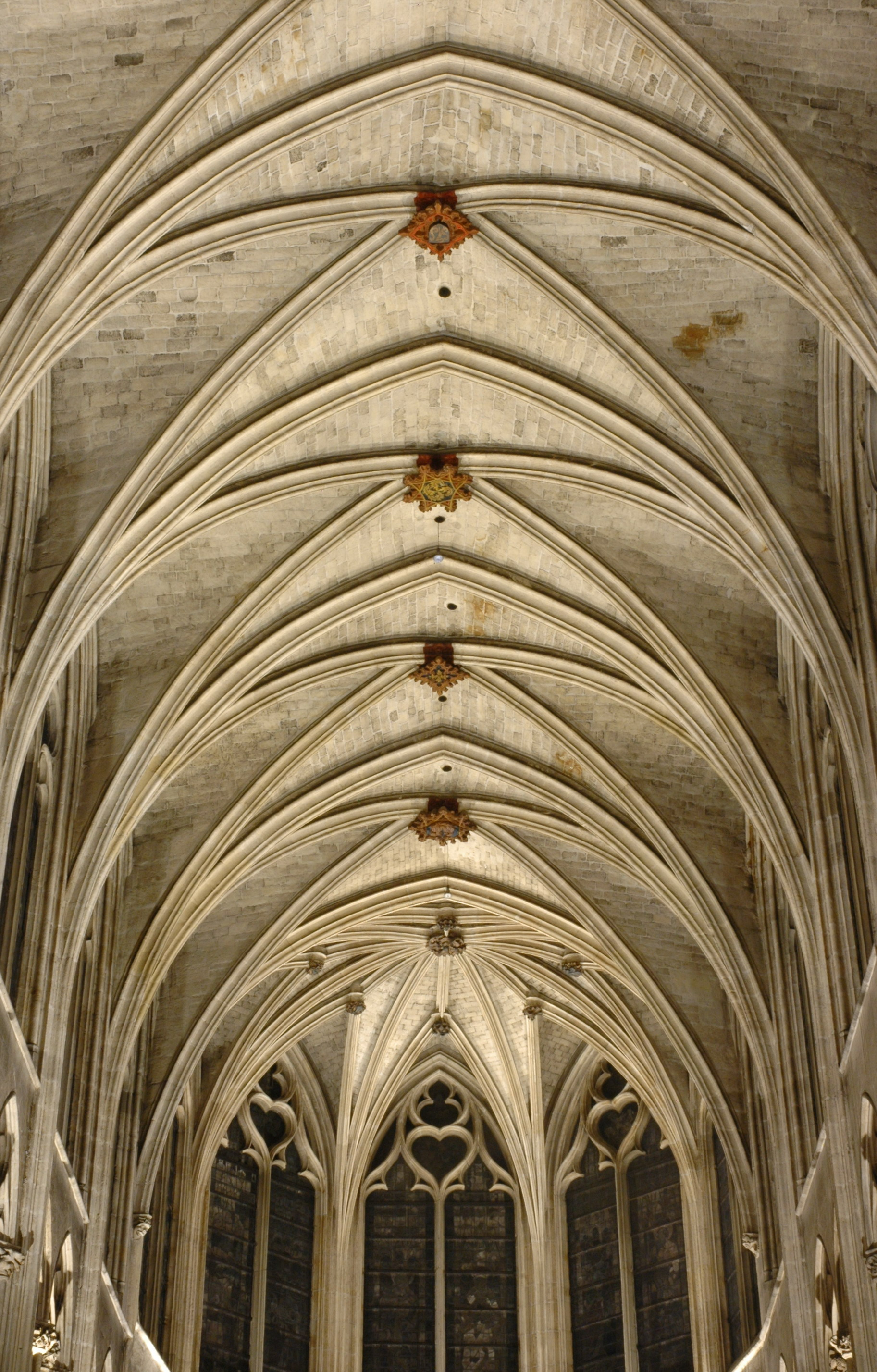
Volta d'ogiva nella chiesa di Chiesa di Saint-Séverin a Parigi.

La volta d'ogiva, o volta ogivale, è un elemento architettonico in forma d'arco diagonale di rinforzo (nervatura chiamata  ogiva) tesa sotto la volta gotica, della quale facilita la costruzione e la cui spinta trasmette agli angoli, consentendo di praticare ampie aperture nei muri laterali. È formata da archi a sesto acuto.

## Caratteristiche
La volta d'ogiva, originata dalla volta a crociera, consiste nella costruzione di nervature che riposano su pilastri e che s'incrociano nella chiave di volta e quindi l'erezione di una volta che si posa su queste nervature. Così la spinta esercitata dalla volta è scaricata sui pilastri e non più sui muri che ora possono essere traforati o addirittura soppressi.
Le spinte laterali, generate dalla volta d'ogiva, necessitano della realizzazione di dispositivi di puntellamento (contrafforti, archi rampanti, ecc).

## Tipi di volte
Si distinguono due grandi tipi di volta d'ogiva:
- volta quadripartita: è l'incrocio di due ogive, formanti quattro vele e che poggiano su quattro pilastri
- la volta esapartita: è l'incrocio di tre ogive, formanti sei vele e poggianti su sei pilastri, quattro dei quali detti "forti", di sezione maggiore e di maggior spessore, e due detti "deboli", più sottili.

## Immagini di volte d'ogiva

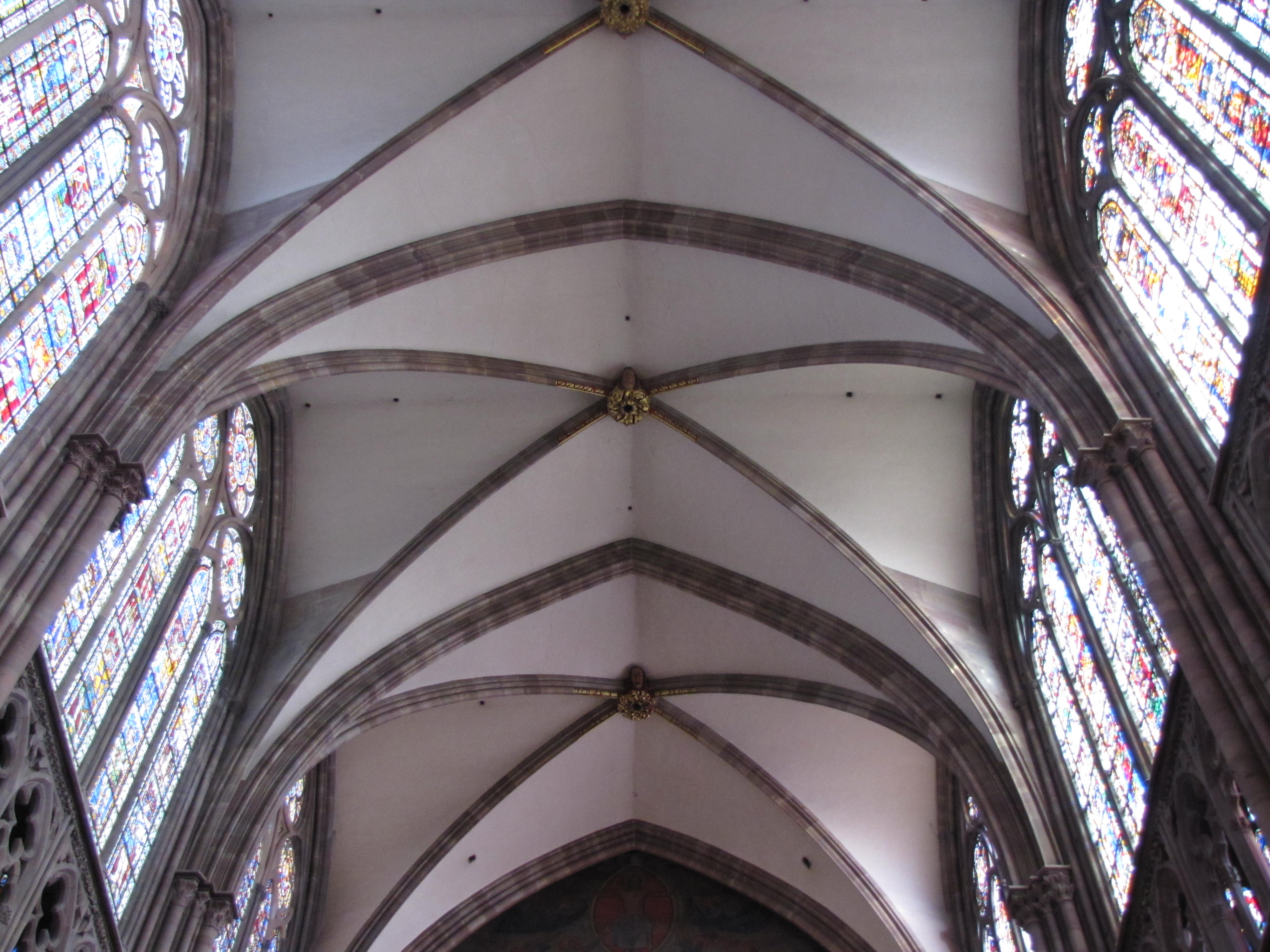
Volta quadripartita, cattedrale di Strasburgo
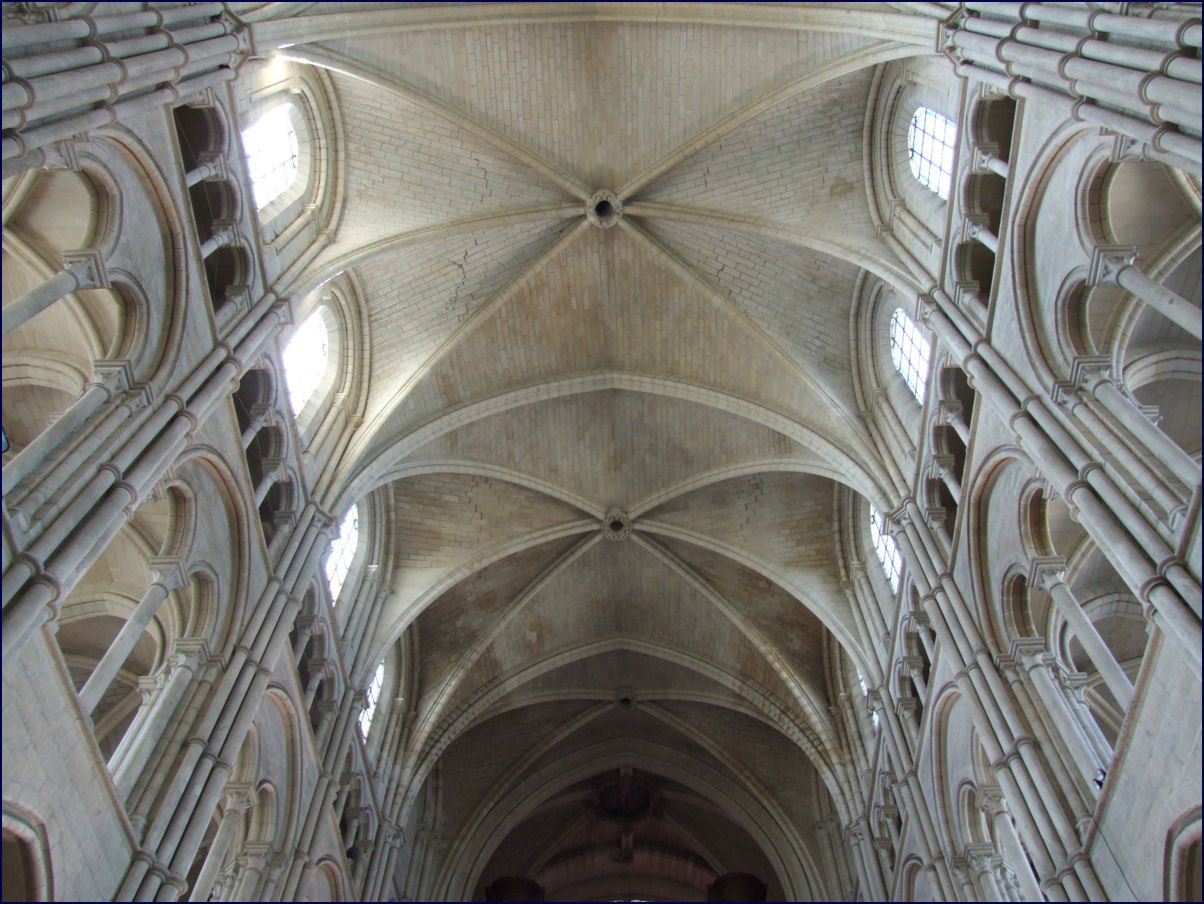
Volta esapartita, cattedrale di Laon

Le volte d'ogiva  sono divenute più complesse nel tempo con volte a nervature multiple e con lo sviluppo di costoloni: 

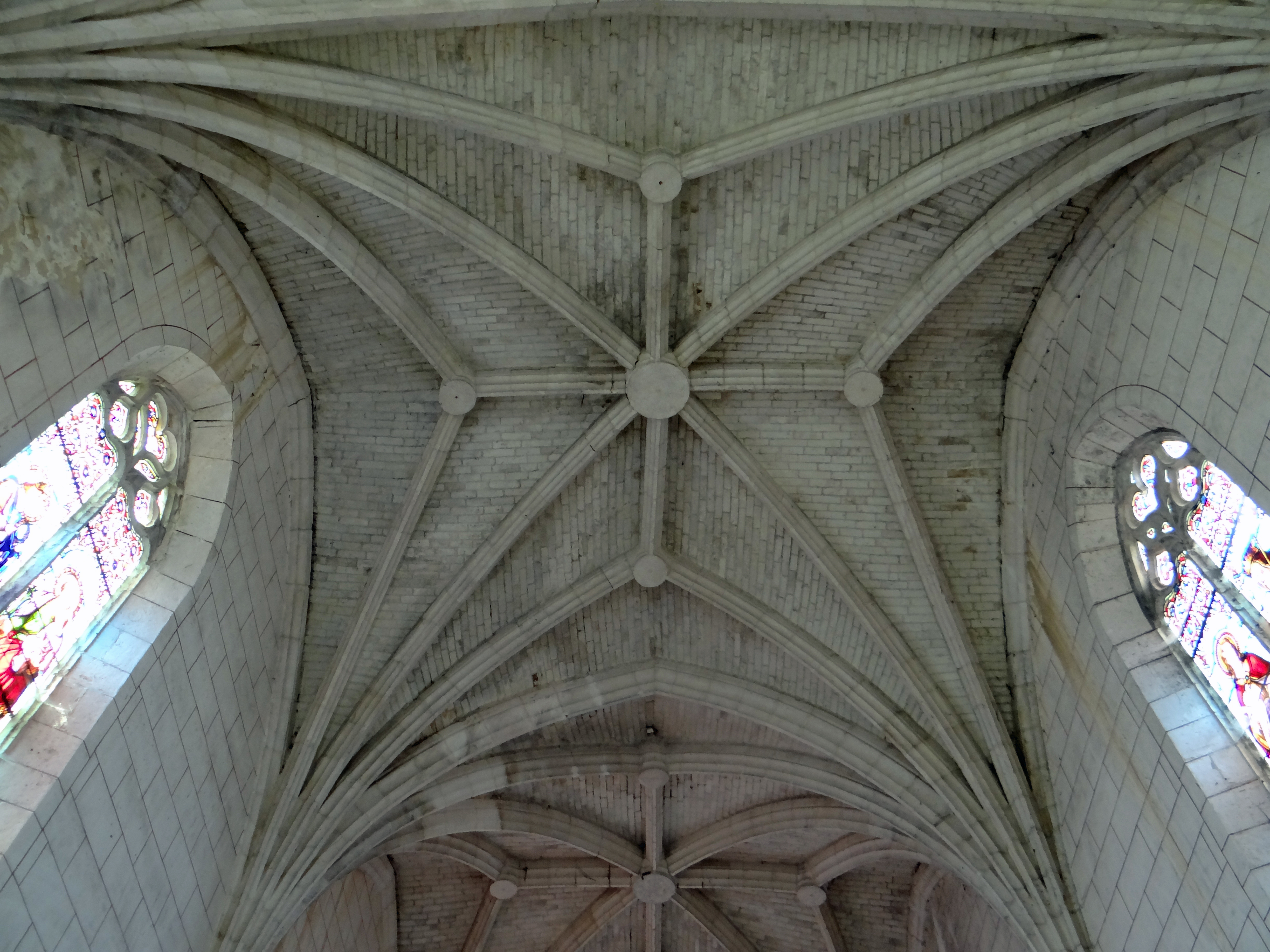
Volta nervata come una volta a crociera tripla Chiesa di Saint-Martin de Cahhuzac
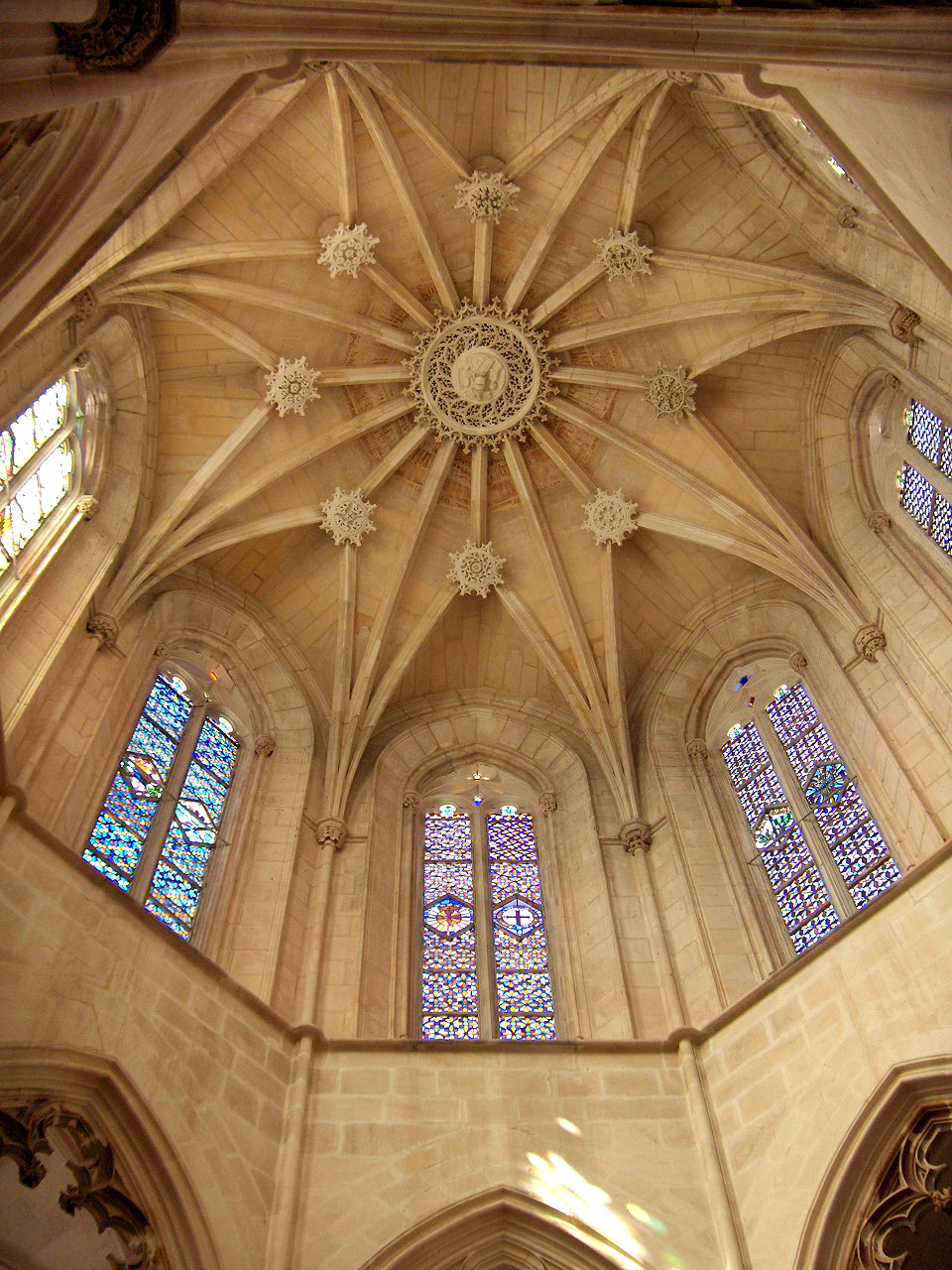
Soffitto a otto volte d'ogiva a tre quarti disposti come una volta a crociera tripla Cappella del fondatore nel convento di Batalha